# Xylotoles apicalis
Xylotoles apicalis är en skalbaggsart som beskrevs av Thomas Broun 1923. Xylotoles apicalis ingår i släktet Xylotoles och familjen långhorningar. Inga underarter finns listade i Catalogue of Life.